# Bhivandí
Bhivandí (maráthsky भिवंडी) je město v Maháráštře, jednom z indických svazových států. K roku 2011 v něm žilo přes 711 tisíc obyvatel.

## Poloha a doprava
Bhivandí leží v okrese Tháné na západě Maháráštry a spolu s městy Novou Bombají, Tháné, Kalján-Dombivlí, Ulhásnagarem, Mírá-Bhajandarem a Vasaí-Virárem tvoří velkou aglomeraci velké Bombaje. Od samotné Bombaje je vzdáleno přibližně padesát kilometrů severovýchodně po dálnici směrem na Ágru.

## Dějiny
Město se rozvinulo od třicátých let dvacátého století z malého městečka do největšího centra textilního průmyslu v Maháráštře.